# Westland Scout
Il Westland Scout era un elicottero leggero utility monoturbina prodotto dall'azienda britannica Westland Helicopters impiegato diffusamente dagli anni sessanta.
La sua variante imbarcata, il Westland Wasp ("vespa" in inglese), era in grado di trasportare due siluri. Gli ultimi esemplari, appartenenti alla Royal Malesian Navy, vennero ritirati nel 2000

## Storia

### Sviluppo
Uno dei primi elicotteri inglesi a turbina era il SARO P.531 del 1958. Questa macchina era solo un prototipo, e consisteva in una macchina leggera, multiruolo, che doveva la sua versatilità non tanto alle sue eccelse caratteristiche, quanto al fatto che si trattava di un mezzo con una limitata specializzazione e capacità complessiva, il che gli consentiva di ricoprire compiti diversi alla condizione che le esigenze operative non fossero particolarmente difficili da soddisfare. Poco tempo dopo la concretizzazione di questa macchina, la Saro venne incorporata nella Westland, a cui si sarebbero riferite le versioni estrapolate per il servizio operativo.
Da questo prototipo vennero derivati due elicotteri, dei quali il più semplice era indubbiamente il Westland Scout. La sua versione navale, sensibilmente più complessa, venne chiamata Wasp: quest'ultima entrò in servizio già nell'ottobre del 1962, mentre quella terrestre seguì l'anno dopo, pur essendo molto più semplice. Il motivo va ricercato nel fatto che, nel primo caso, non vi erano ancora elicotteri abbastanza piccoli per le nuove classi di navi inglesi, in grado di trasportare elicotteri, che entravano in linea, mentre l'esercito inglese ne aveva già diversi tipi per i vari compiti.

### Impiego operativo
Il Wasp entrò in servizio anche nella marina australiana, brasiliana, malese e sudafricana. Era dotato di una capacità di volo ognitempo, ma i suoi sensori, a causa della limitatezza della potenza e della tecnologia disponibile all'epoca, nonché della massa non indifferente (malgrado in genere le portiere fossero rimosse dai lati della cabina) per la sua tipologia, non ha né radar di bordo né un sonar.
Fu assegnato a fregate britanniche quali le Leander e altri tipi obsoleti, oltre ad altri incarichi a terra.

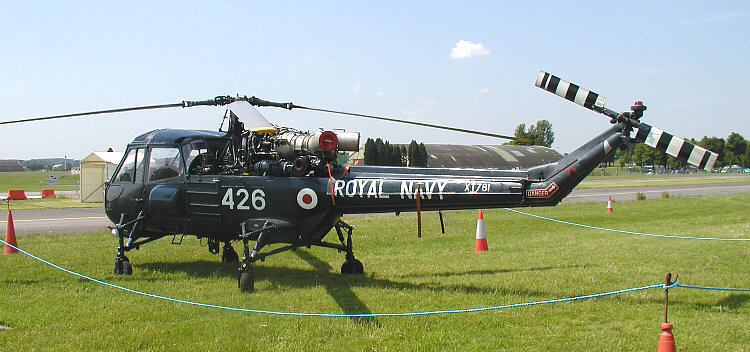
Westland Wasp. Sono visibili il motore, il carrello a 4 ruote, i rotori principale e di coda e la cabina. Da notare la colorazione blu scuro standard per la Royal Navy negli anni 1970

Il modello terrestre, lo Scout, non ha invece avuto successi di export, ma è stato usato in una consistente quantità dal British Army. Ha avuto una carriera come velivolo da ricognizione, collegamento, sanitario, osservazione o addirittura come mezzo di prima linea, con azioni di attacco controcarro grazie ai missili appositi abbinati al sistema di guida AVIMO, girostabilizzato con 10 ingrandimenti. La vulnerabilità di una macchina simile al fuoco antiaereo avrebbe peraltro fatto correre non pochi rischi ai reparti inviati in azione (i missili avevano bisogno di circa 30 secondi per arrivare alla massima gittata, durante i quali era necessaria la guida continua, con l'elicottero praticamente immobile in aria).
Gli Scout sono stati con gli anni sostituiti nel ruolo di ricognizione dai Gazelle (molto più veloci), mentre come mezzi da attacco sono stati sostituiti dai Lynx dotati di missili TOW. Lo Scout trasportava 5-6 uomini oltre ai 2 dell'equipaggio, e si è dimostrato un mezzo efficiente ed affidabile nonostante l'unico motore. La produzione è stata di circa 160 esemplari, un record per un elicottero esclusivamente inglese.
Sia il Wasp che lo Scout sono stati usati durante la Guerra delle Falkland, in particolare il secondo era in servizio con la 6ª squadriglia dei Marines e la 656 dell'esercito, in entrambi i casi assieme ai Gazelle. Spesso vennero usati come mezzi da trasporto leggero: in teoria erano trasportabili 5-6 fanti, ma talvolta anche di più. Spesso venne usato come elicottero da evacuazione sanitaria trasportando due barelle sui pattini, che esponevano i feriti alle intemperie perché non v'era spazio per ospitarli all'interno.
La giornata nera per gli Scout si ebbe il 28 maggio 1982, quando un Pucará riuscì ad ottenere l'unica vittoria aerea argentina certa della guerra, abbattendone uno nelle vicinanze di Goose Green. Nonostante questo, non vennero persi altri Scout in tutta la campagna.
I Wasp invece ebbero un momento di gloria quando attaccarono il 25 aprile 1982 un sommergibile, il Santa Fe, impossibilitato ad immergersi. Un Wasp in carico alla fregata Plymouth lanciò i suoi due AS-12 colpendo in pieno il sottomarino, e poco dopo altri due Wasp fecero lo stesso dopo esser decollati dalla nave esplorazione polare Endurance; i missili però non esplosero perché vennero fermati dalla falsa torre del battello, in fibra di vetro rinforzata (in base al programma GUPPY per migliorare le caratteristiche, anche idrodinamiche, dei sommergibili americani del periodo bellico, quale questo battello era).
In seguito, gli ultimi Wasp vennero sostituiti dai Lynx, che erano diventati il nuovo elicottero standard inglese. All'estero hanno resistito diversi anni ancora, specialmente in Malesia, che ha ricevuto esemplari inglesi di seconda mano.

## Tecnica
Questi elicotteri leggeri erano macchine che rispondevano a criteri pratici e di semplicità. Erano abbastanza aerodinamiche, ma non concedevano nulla all'eleganza dato che erano elicotteri semplici, i più piccoli che si riuscì a costruire con la motorizzazione disponibile.
La struttura dello Scout, il modello base, era quella di un piccolo elicottero costituito da una fusoliera molto snella, interamente in lega leggera, con un sottile trave di coda ed una turbina RR Nimbus che, come in molti tipi dell'epoca, era sistemata sopra la fusoliera stessa, senza alcuna protezione. Si trattava comunque di una notevole innovazione: questa macchina era della prima generazione a turbina, che garantiva maggiore potenza a minore peso e con un ridotto ingombro. L'elica principale era a 4 pale, mentre il rotore di coda ne aveva 2. L'abitacolo era dotato di un'altezza maggiore per potere ospitare 4-5 uomini, con un'ampia vetratura per migliorare la visibilità. La struttura della macchina era semplice e robusta, e comprendeva un pattino d'atterraggio al posto delle ruote, che invece erano necessarie al modello navale per una migliore movimentazione.
Il carrello d'atterraggio era il principale elemento strutturale che differenziava i due tipi di elicotteri e nel Wasp, che ne era munito, esso era dotato di quattro ruote libere di muoversi in ogni direzione per far meglio fronte ai movimenti della nave. Questa caratteristica e l'ampia carreggiata erano ottimi per le operazioni del velivolo sui ponti delle navi, ma lo rendevano esteticamente assai più goffo della versione terrestre. Per il resto, la cabina di pilotaggio era molto simile, anche qui costituita da un paio di posti anteriori, ampiamente vetrati, e dietro vi era spazio per due passeggeri.
Le apparecchiature di bordo per il Wasp erano costituite da uno stabilizzatore automatico, radar altimetro, apparati telecomunicazione a frequenze UHF, radiogoniometro in banda UHF, e, per gli esemplari della marina inglese, alcuni sistemi di guerra elettronica. Non mancavano le predisposizioni per le armi, che erano essenzialmente di 3 tipi: bombe di profondità, siluri antisommergibile leggeri o missili AS-12. In tutti i casi vi era una sola coppia di armi installate ai lati della fusoliera. Le apparecchiature di bordo non consentivano la localizzazione di sommergibili immersi, per cui era necessaria la guida da parte della nave o anche di un altro velivolo.
In sostanza, il Wasp era una sorta di vettore di armamenti, ma poteva comunque svolgere compiti come l'esplorazione, il collegamento, il soccorso in mare ed altro ancora. Inoltre il Wasp era capace di operare autonomamente in missione antinave, e ancorché esso mancava di radar poteva, in buone condizioni di visibilità, lanciare i missili AS-12, filoguidati, fino a 8 km di distanza, trasportando una testata da 29 kg a velocità subsonica, il tutto abbastanza efficiente per affrontare navi d'attacco leggere e sottomarini emersi.
La massa del Wasp, a causa delle varie modifiche e delle apparecchiature aggiuntive, oltre che del carrello ruotato, era leggermente maggiore sia a vuoto che a pieno carico, mentre le prestazioni erano sensibilmente inferiori rispetto al più semplice Scout terrestre. Si trattava di differenze di poco conto, ma comunque non del tutto trascurabili. Per questo il Wasp, che era anche più alto dello Scout, pesando circa 100 kg in più, riusciva ad essere più lento, nonostante avesse un motore più potente, mentre l'autonomia era inferiore.
Lo Scout era armato con missili AS-11 controcarro in rampe di lancio laterali o anche armi di altro tipo, come mitragliatrici o razzi. L'arma più temibile era comunque l'AS-11, versione aviolanciata del missile anticarro terrestre. Queste armi erano capaci di colpire bersagli a 3 km di distanza con la capacità di perforare 60 cm di acciaio. Dotate di alette cruciformi e aspetto vagamente a pallottola allungata, erano parenti stretti dei più grandi AS-12, ma pesanti un terzo. La guida, in entrambi i casi, è data da un sistema ottica con osservazione tramite un congegno di mira stabilizzato, sistemato sul tetto della cabina. La minore taglia dei missili controcarro ne rende possibile l'impiego in 4 esemplari, sempre sistemati sui fianchi della macchina.

## Varianti
Saunders-Roe P.531
prototipo.
Saunders-Roe P.531-2 Mk.1
versione di preserie.
Scout AH.1
elicottero leggero multiruolo a 5 posti destinato alla British Army.

## Utilizzatori

### Militari

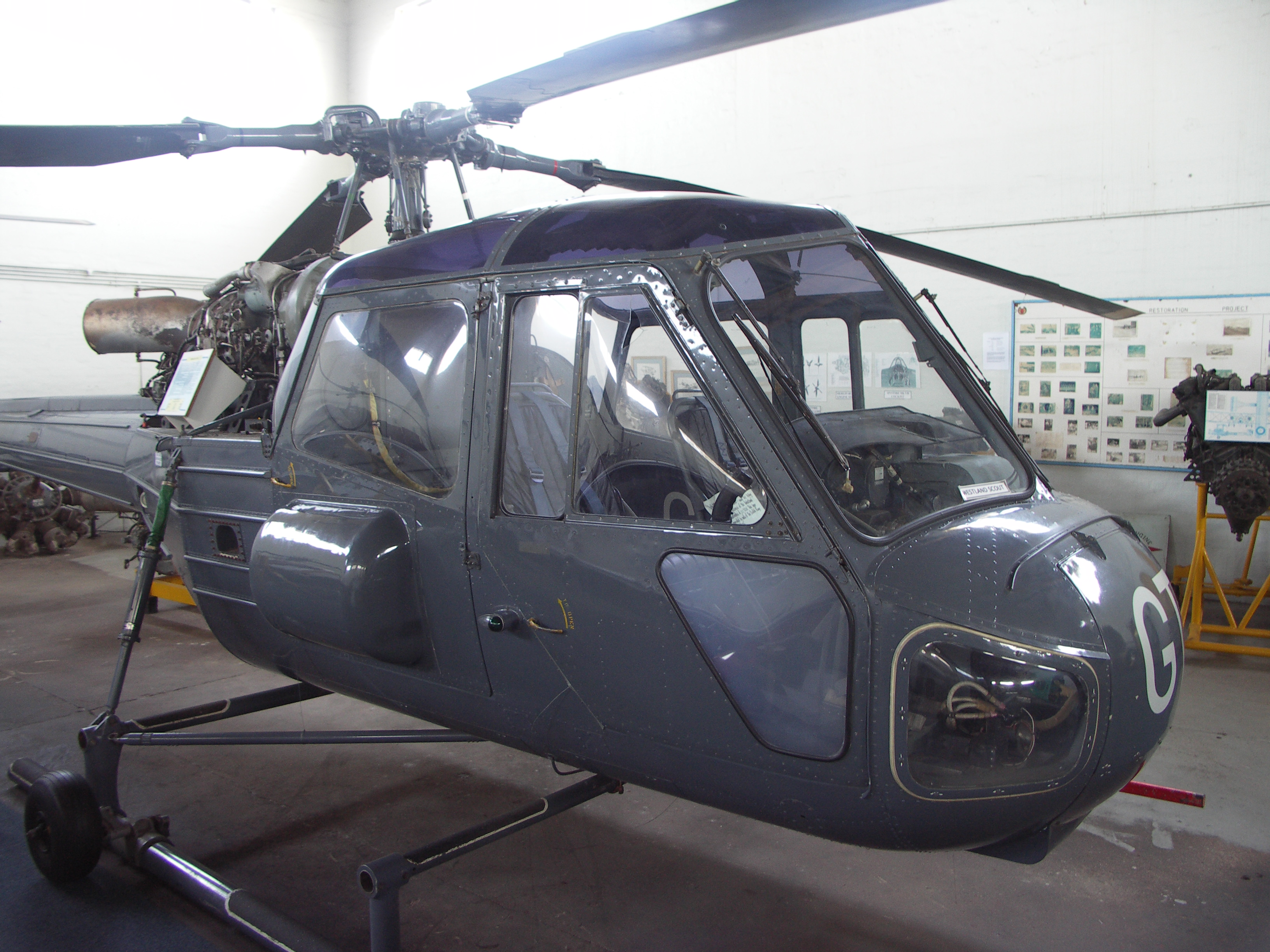
Lo Scout esposto al SAAF Museum, Port Elizabeth, Sudafrica.

Australia
- Royal Australian Navy
  - Fleet Air Arm (RAN)

operò con 2 esemplari nel 723 Squadron RAN.
 Giordania
- Al-Quwwat al-Jawwiyya al-malikiyya al-Urdunniyya

operò con 3 esemplari.
 Regno Unito
- British Army Air Corps
- Royal Marines

 Sudafrica
- Suid-Afrikaanse Lugmag

### Governativi

#### Forze di polizia
Bahrein
- Bahrain State Police

operò con 2 esemplari
 Uganda
- Ugandan Police Air Wing

operò con 2 esemplari

### Pubblicazioni
- Armi da guerra n. 11 e 2
- (EN)  Bentley, John. "Through a glass, steadily", Flight International, 4 February 1971, p176 - 177.
- (EN)  Billinge, Dave. "Scout and Wasp: An All British Success" Aviation News Vol 71 No 2, February 2009.
- (EN)  Hay Stevens, James. "Scout and Wasp: Westlands All-British Helicopters", Flight International, 30 July 1964, p183 - 189.
- (EN)  Rodwell, Robert R. "The Army's Airmen", Flight International, 8 February 1968, p183 - 191.
- (EN)  Rodwell, Robert R. "Ireland - The Border Guard", Flight International, 6 January 1972, p32 - 35
- (EN)  Wynn, Humphrey. "Army Aviation's New Role: Anti-tank Missile Arm", Flight International, 24 July 1969, p143 - 147.